# 阿特约姆·菲利波斯扬
阿特约姆·菲利波斯扬（Артём Филипосян，1988年1月6日—），是一名亚美尼亚裔乌兹别克足球运动员，司职后卫，现在效力于中国足球超级联赛球队辽宁宏运。

## 足球生涯
菲利波斯扬在家乡球队穆博拉克马沙尔开始足球生涯，2009年转会加盟纳萨夫，并在2011年帮助球队获得2011年亚洲足协杯冠军和国内联赛杯赛的双料亚军。2011年12月14日，他转投乌兹别克豪门本尤德科2014年2月，菲利波斯扬离开乌兹别克，加盟中国足球超级联赛球队辽宁宏运。5月29日，辽宁宏运宣布提前解约菲利波斯扬和队友比利·塞莱斯基。